# Alain Kirili

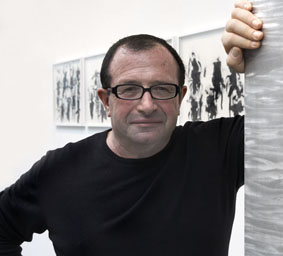
Alain Kirili

 Alain Kirili (* 29. August 1946 in Paris; † 19. Mai 2021 in New York City) war ein französischer Bildhauer.

## Leben und Werk
Alain Kirili wurde 1946 in Paris geboren. Er lebte und arbeitete in seiner Geburtsstadt und in New York City. Werke des expressionistischen Bildhauers David Smith (1906–1965) beeinflussten in frühen Jahren die Entwicklung seines Werkes.
Kirili verließ seine sehr vermögende Familie und deren konventionellen Erwartungen. Er entschied sich, Künstler zu werden und den Namen Kirili als sein Pseudonym zu benutzen. 1966 studierte Alain Kirili in Paris ostasiatische Kalligrafie bei dem koreanischen Maler Lee Ungno (이응노) (1904–1989). In dieser Zeit bekam er Kontakt zu den Künstlern und Intellektuellen der literaturkritischen Bewegung um das Literaturmagazin Tel Quel herum. Im Besonderen mit Philippe Sollers und Julia Kristeva, mit denen ihn eine langjährige Freundschaft verbindet. Im Herbst des Jahres 1977 heiratete er die Fotografin Ariane Lopez-Huici.
Kirili arbeitet mit Bronze, Stahl und Aluminium, aber auch mit Ton. Ab dem Jahr 1978 reist er mehrfach nach Indien und verfeinert dort seine Kenntnisse über die Bearbeitung von Ton. Außerdem macht er eine Serie Fotos von der Yoni – Lingam Liturgie in Thanjavur.
1980 mietete Kirili eine Loftwohnung in der White Street. Kirili behauptete in seiner Biographie, dass er seit 1982 Professor an der School of Visual Arts in New York gewesen sei – ist aber auf der Website der SVA nicht gelistet.
Regelmäßig fanden Music & Skulpture Events in Zusammenarbeit mit Jérôme Bourdellon, Thomas Buckner u. v. a. statt.
Namhafte Kunstkritiker und Kunsthistoriker wie z. B. Thierry Dufrêne, Robert C. Morgan, Robert Rosenblum und Kirk Varnedoe haben Texte über die Bildhauerei von Kirili verfasst und veröffentlicht.

## Ausstellungen (Auswahl)

### Einzelausstellungen
- 2014 Terrazzo Art Projects, New York
- 2013 Musée des Beaux-Arts de Caen, Caen
- 2013 Pièce Unique, Paris
- 2012 Akira Ikeda Gallery, New York und Berlin
- 2011 Abtei Montmajour, Arles
- 2009 Abbaye de St Jean d’Orbestier, Château-d’Olonne
- 2003 Institut Valencià d’Art Modern, Valencià
- 1999 Musée de Grenoble, Grenoble
- 1991 Brooklyn Museum, New York
- 1984 Musée Saint Pierre, Lyon
- 1983 Museum Kunstpalast, Düsseldorf
- 1978 Museum Haus Lange, Krefeld
- 1976 MoMA PS1, New York
- 1972 Galerie Sonnabend in New York

### Gruppenausstellungen
- 2009 Sculpture & Drawings u. a. mit Larry Bell, John Chamberlain, Mark di Suvero, Richard Serra, Joel Shapiro, Danese, New York
- 2009 Triple Play Kurator: Lilly Wei, mit John Duff & Ron Gorchov Lesley Heller Gallery, New York
- 2009 NY Masters mit Ron Gorchov, Judy Pfaff, Alexander Ross, and Frank Stella, at the Galerie Jean-Luc & Takako Richard, Paris
- 2008 En perspective, Giacometti Musée des Beaux-Arts de Caen, Caen
- 2004 La sculpture américaine au Donjon Donjon de Vez, Vez
- 1980 Alain Kirili, Reiner Ruthenbeck, Abraham David Christian Galerie Friedrich, Bern (2001 geschlossen)
- 1979 Contemporary Sculpture from Collection Museum of Modern Art, New York, NY
- 1977 documenta 6 in Kassel

## Auszeichnungen
- Chevalier der Ehrenlegion
- Officier de l’Ordre des Arts et des Lettres

## Film
- 2009 Alain Kirili, sculpteur de tous les éléments directed by Sandra Paugam